# Lars Rothelius

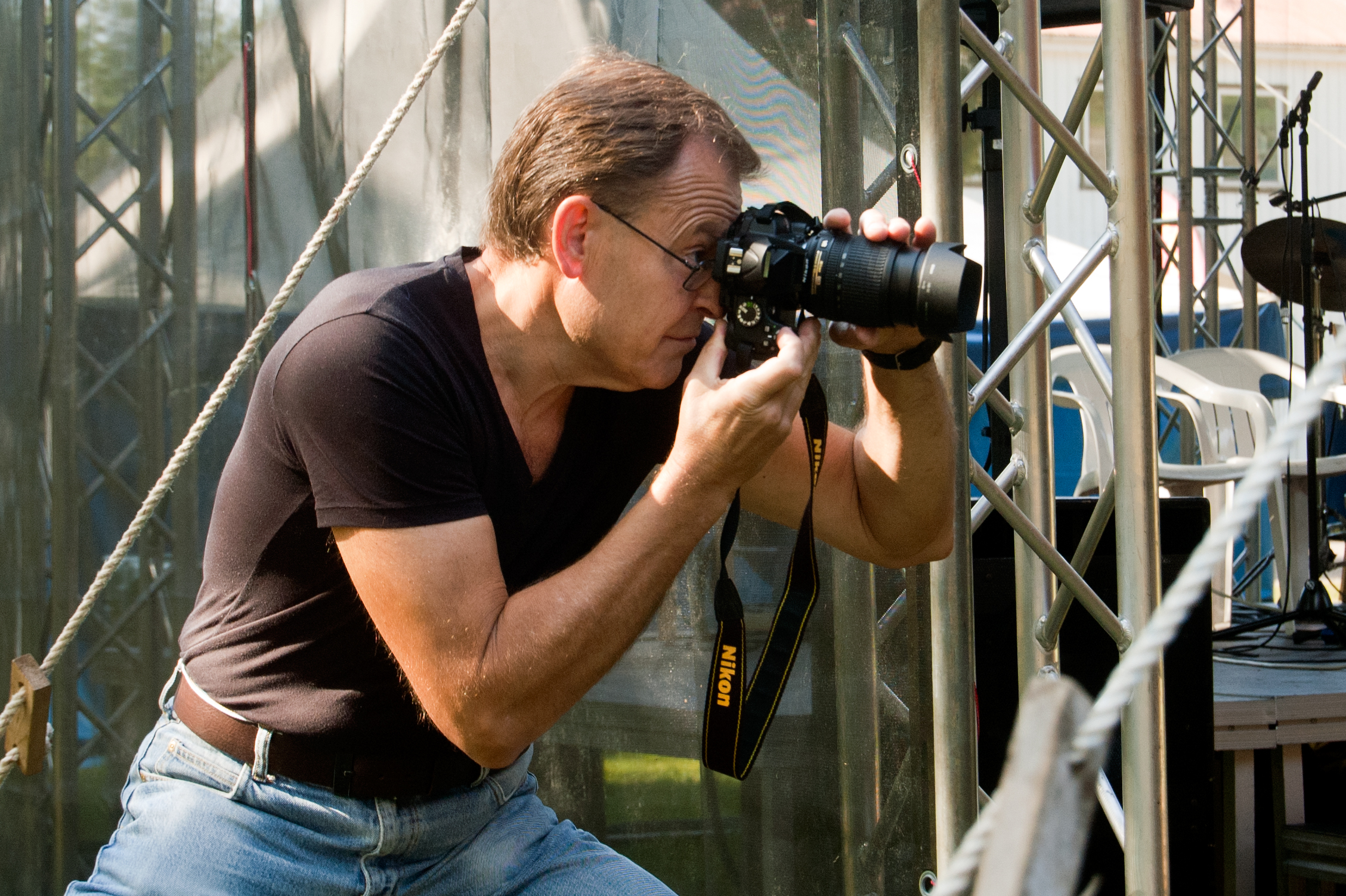
Lasse Rothelius fotograferar vid Kommunistiska Partiets sommarläger i Lysestrand 2011.

Lars Rothelius, född 1950, är en svensk kommunistisk journalist och politiker.
Rothelius inledde sin arbetsliv som verktygsslipare vid Götaverken Cityvarvet, där han samtidigt i 13 år var ordförande i Kommunistiska Partiets arbetsplatsförening.
Han anställdes 1994 som reporter på den kommunistiska tidningen Proletären i Göteborg, där han senare blev chefredaktör och ansvarig utgivare. Rothelius är sedan 2002 partistyrelseledamot i Kommunistiska Partiet, sitter med i dess arbetsutskott och har varit talare för partiet.
Han har övervakats av Säkerhetspolisen, vilket väckte uppmärksamhet i medierna när det uppdagades.
Lars Rothelius pensionerades 2015. Han efterträddes som chefredaktör för Proletären av Jenny Tedjeza, som arbetat som journalist på tidningen sedan 2001. 